# Art Attack
Art Attack é um programa de televisão infantil originalmente britânico, sendo transmitido pela primeira vez em junho de 1990 pela Independent Television, por Neil Buchanan. O objetivo do programa é fazer com que os telespectadores (respectivamente crianças) façam arte com coisas muito simples, porém que podem dar um bom conceito em termos de arte. E todas estas "engenhocas" são feitas desde caixas até garrafas de plástico, variando de experiência por experiência. O programa foi exibido em 32 países, com grande sucesso internacional, tendo várias versões de acordo com esses países.
A primeira temporada do programa, em versão brasileira, produzida em 2000 e em 2002, foi gravada nos estúdios da Disney em Londres. As "artimanhas" eram comandadas pelo apresentador Daniel Warren. Na 2ª temporada, produzida em 2005, foi feita uma co-produção entre o Disney Channel Brasil e o português apresentada pelo português Pedro Penim, produzida também em Londres. Chegou a ter uma 3ª temporada, apresentada pelo próprio artista, Neil Buchanan, produzida no Reino Unido em 2005 e 2006, e posteriormente, dublada e exibida no Brasil, de outubro de 2008 a fevereiro de 2010. Foi lançada uma 4ª temporada, em junho de 2010, na qual Daniel Warren volta ao comando, sendo produzida em Buenos Aires, na Argentina. Atualmente, a nova temporada do Art Attack é transmitida todos os dias, no Disney Channel. Em 2012, Warren foi substituído por Luiz Daniel Bianchin, o artista do programa a partir dessa temporada passou a ser o Alexiev Gandman, conhecido como Alex. Em 2015 Bianchin foi substituído pelo ator e apresentador Rodrigo Frampton que gravou 3 temporadas.

## No Brasil
No Brasil o programa é exibido pelo Disney Channel, Disney Junior e Club Disney. A série encaixa-se no modelo já extinto programa X-Tudo, da TV Cultura. A exibição do Art Attack no Brasil estreou em 2000, quando foi produzida a primeira versão brasileira do programa, Discovery Kids na qual o apresentador era Daniel Warren. Em 2012, Warren foi para o canal Gloob do Grupo Globo, onde passou a apresentar o Click, no seu lugar entrou Luiz Daniel Bianchin, em 2015, Bianchin foi substituído por Rodrigo Frampton.

## Em Portugal
Em Portugal, o programa estreou pela RTP2 no início dos anos 2000 no "Espaço Infantil", sob o título "A Arte ao Ataque" . Mais tarde, o programa passa a ser exibido pelo Disney Channel e pelo Disney Junior. A série começou a ser transmitida na Disney em setembro de 2002 e como apresentador estava Pedro Penim e a escultura conhecida como "Cabeçudo" com as grandes artes e o Neil Buchanan,  tratado como "Mãozinhas". Depois de 9 anos, Pedro Penim é substituído por Salvador Nery, o Cabeçudo é substituído por "Vicente Van Coco" e como "Mãozinhas" permaneceu Neil Buchanan. Para além disso, também foram substituídos o cenário e a entrada da série.

## Apresentadores

### Brasil
- Daniel Warren (2000-2012)
- Luiz Daniel Bianchin (2012-2015)
- Rodrigo Frampton (2015-presente)

### Portugal
- Pedro Penim (2002-2011)
- Salvador Nery (2011-2014)

### Reino Unido
- Neil Buchanan (1990-presente)

#### México
- Rutilio Torres Mantecón (2000 - 2003)

## Exibição

### Brasil
É exibido no bloco Disney Junior, no Disney Channel.

### Portugal
É exibido pelos canais Disney Channel e Disney Junior.